# Joachim Meissner
Joachim Meissner (* 11. März 1929 in Sehma; † 7. Januar 2011 in Baden AG) war ein deutscher Physiker und Professor an der ETH Zürich.

## Leben
Joachim Meissner studierte Physik an der Technischen Hochschule Stuttgart. Diplomarbeit und Promotion über metallphysikalische Fragestellungen (1958) folgten am dortigen Institut für theoretische und angewandte Physik. Von 1958 bis 1974 war Meissner bei der BASF in Ludwigshafen am Rhein tätig. Zunächst befasste er sich in der Anwendungstechnischen Abteilung mit verschiedenen Kunststoff-Verarbeitungstechniken. 1960 wechselte er in das Mess- und Prüflaboratorium, wo er experimentelle Methoden zur Untersuchung des rheologischen Verhaltens (Deformations- und Fließverhaltens) von Kunststoffschmelzen entwickelte. 1971/72 arbeitete Meissner für ein Jahr als Visiting Professor am Rheology Research Center der University of Wisconsin in Madison (Wisconsin).
Meissner wurde am 1. November 1974 zum ordentlichen Professor für Chemie, ab 1975 Polymerphysik, ans Technisch-Chemische Laboratorium der ETH Zürich gewählt. Während seiner Amtszeit stand er mehrmals dem Institut für Polymere vor und war von 1978 bis 1979 Mitglied der Kommission zum Aufbau eines Studiengangs für die Ausbildung zum „Werkstoff-Ingenieur“. Ab 1981 engagierte er sich stark als Studienberater der Abteilung für Werkstoffe (IIID). Er emeritierte 1996.

## Forschung
Meissners Interesse galt der experimentellen Rheologie von Polymerschmelzen, der eine zentrale Rolle zukommt für die Verarbeitungsvorgänge der Kunststoffe, für den Einfluss der Verarbeitungsbedingungen auf die Gebrauchseigenschaften der Kunststoff-Fertigteile und für die Charakterisierung der Polymeren. Er baute zunächst bei der BASF Ludwigshafen und dann an der ETH Zürich führende Rheologie-Labors auf. Mit der Entwicklung von ausgeklügelten Dehnrheometern ist der Name Meissner bleibend in der Rheologie verankert. Sein Name steht auch für die Etablierung der Rheologie in der Schweiz.

## Ehrungen und Auszeichnungen
- 1981 Annual Award der British Society of Rheology

## Publikationen (Auswahl)
- Untersuchungen über die Plastizität von Einkristallen der Legierungsreihe Nickel-Kobalt. Technische Hochschule Stuttgart 1959.
- Rheometer for the study of mechanical properties of deformation of plastic melts under definite tensile stress. In: Rheologica Acta 8 (1), 1969, 78–88.
- Werkstoffe (Kunststoffe). (Forschungspolitische Früherkennung; 34A). Schweizerischer Wissenschaftsrat, Bern 1986.